# Simulium melatum
Simulium melatum es una especie de insecto del género Simulium, familia Simuliidae, orden Diptera.
Fue descrita científicamente por Wharton, 1949.